# Гумилиаты
Гумилиаты  — средневековая монашеская католическая конгрегация, выросшая из движения мирян, выступавших за обновление церкви и провозглашавшая бедность и смирение главными христианскими идеалами. Название происходит от латинского humiliati (смиренные, покорные). Движение получило распространение, главным образом, в Ломбардии. Образовано в XII веке, упразднено в XVI. Женская ветвь сохранилась и представлена несколькими монастырями.
Точное время и обстоятельства образования движения гумилиатов неизвестны, хотя не вызывает сомнений, что образовалось движение в XII веке. Согласно ряду источников, впервые термин гумилиаты употребляется в адрес участников восстания против императора Генриха V, которые были отпущены на родину в Ломбардию при условии их покорности императору и образования христианской общины. Ланская хроника начала XIII века относит появление гумилиатов к 70-м годам XII в.. В хронике приводится свидетельство о том, в 1178 году ломбардские гумилиаты просили папу подтвердить свой образ жизни, папа согласился, но запретил им проповедовать в общественных местах.
Центральной идеей гумилиатов было обновление христианской жизни, протест против роскоши духовенства, возврат к евангельским идеалам бедности, простоты и смирения. По многим аспектам взгляды гумилиатов были схожи со взглядами других движений, возникших в XII веке и также выступавших за обновление религиозной жизни, в первую очередь вальденсов, бегинок и бегардов.
Центром движения гумилиатов стала Ломбардия, а ядром общины — чесальщики шерсти и сукноделы. Гумилиаты, кроме религиозных, преследовали и социальные цели, в частности защищали профессиональные интересы чесальщиков шерсти.
Гумилиаты носили одежду из грубой, некрашеной ткани и береты из шерсти серого цвета. Первоначально движение возникло, как общество мирян, которые приносили добровольные мирские обеты простоты и бедности, затем постепенно трансфомировалось в монашескую конгрегацию, члены которой приносили монашеские обеты.
Поскольку по взглядам гумилиаты были весьма близки к ранним вальденсам, а последние были отлучены декретом Ad abolendam папы Луция III в 1184 году, то отлучение распространилось и на гумилиатов. Они, однако, не прекращали попыток доказать свою приверженность Католической церкви и преуспели, отлучение было с них вскоре снято, в отличие от вальденсов, гумилиаты в итоге не размежевались с Церковью. В 1201 году папа Иннокентий III утвердил их устав, оформивший их как монашескую конгрегацию. Устав базировался на правилах св. Бенедикта Нурсийского с элементами устава св. Августина. Одновременно с мужской была сформирована и женская ветвь конгрегации. В 1216 году гумилиаты насчитывали 150 объединений, в 1278 году — ок. 220.
К XV веку орден пришёл в упадок, в конце XV века гумилиаты насчитывали всего 90 общин и 170 монахов. Папа Пий V поручил провести реформу ордена кардиналу Карло Борромео. Реформы вызвали резкое недовольство монахов, в 1569 году один из монахов совершил попытку покушения на кардинала Борромео, после чего в 1571 году папа распустил орден. Монастыри и имущество мужской ветви гумилиатов было передано варнавитам и иезуитам, в то же время женская ветвь продолжила своё существование. Число женских гумилиатских монастырей постепенно сокращалось, но до нашего времени сохранилось несколько независимых женских общин в Италии.